# Kostel svatého Jakuba Staršího (Bukov)
Kostel svatého Jakuba Staršího (případně také kostel svatého Jakuba Většího) je filiální kostel v římskokatolické farnosti Rožná nad Pernštejnem, nachází se v centru obce Bukov. Je gotickou jednolodní stavbou stojící uprostřed hřbitova, v 19. století byl přestavěn. Kostel má pravoúhlé kněžiště a hranolovou věž na západní straně budovy. Kostel je chráněn jako kulturní památka České republiky. V kostele jsou umístěny dva oltáře.

## Historie
Kostel tvořený pravoúhlým kněžištěm a lodí byl postaven na přelomu 13. a 14. století. Pravděpodobně během 2. poloviny 17. století byla přistavěna sakristie. V roce 1530 byl do kostela pořízen zvon s reliéfem Golgothy, znakem zubří hlavy a s nápisem, zvon byl v roce 1729 opraven, získal nové srdce zvonu. Druhý zvon byl pořízen počátkem 16. století, ten pukl během první světové války a byl opraven, třetí zvon byl pořízen také na počátku 16. století a byl během druhé světové války rekvírován a po válce se vrátil poškozený.
V roce 1603 byl do kostela umístěn náhrobní kámen Jana Radešínského z Radešína a na Radešině a Mitrově, v kostele je také umístěn náhrobní kámen Petra Čížovského z Čížova, který byl zavražděn v roce 1608, do kostela byl umístěn až v 70. let 20. století. V roce 1715 byl do kostela umístěn i náhrobek Mariany, manželky Pavla Berana.
V roce 1857 byl kostel rekonstruován a rozšířen, byla přistavěna zděná novogotická zvonice, která tak nahradila strženou dřevěnou zvonici, která stála na hřbitově za branou.

## Popis
Kostel svatého Jakuba Staršího je orientovaná jednolodní stavba, s protáhlou lodí zakončenou na východě obdélným kněžištěm, se sakristií při jeho severní straně. K západní straně lodi přiléhá hranolová věž. Vstup do kostela je v severní stěně lodi. Loď a kněžiště odděluje zděný vítězný oblouk. Kněžiště a sakristie jsou završeny valenou klenbou, loď má plochý trámový strop. Hlavní oltář je gotický, se sochami svaté Barbory a svaté Kateřiny.